# Cloruro de aluminio
El cloruro de aluminio (AlCl3) es un compuesto de aluminio y cloro. El sólido tiene un bajo punto de fusión y de ebullición, y está formado por moléculas que presentan enlace covalente a pesar de que está formado por un metal y un no metal. Su sublimación se produce a los 178° C. El AlCl3 fundido conduce mal la electricidad, a diferencia de muchos haluros iónicos como el cloruro de sodio. Existe en estado sólido como una séxtuple estructura coordinada de rejillas en capas.

## Carácter ácido-base
Este compuesto tiene propiedades ácidas y básicas al mismo tiempo, por lo que es una sustancia anfótera, esto significa que puede actuar como un ácido de Lewis, o una base de Lewis. Por ejemplo, al poner este compuesto en agua destilada, la sal se disociará en sus iones, dando cationes aluminio (Al3+) y aniones cloruro (Cl-). Entonces, el aluminio reaccionará con el agua uniéndose a los oxidrilos y liberando protones, dando como producto hidróxido de aluminio.
En cambio, si a la solución preparada anteriormente se le agrega hidróxido de sodio, el ion de aluminio reaccionará con los oxidrilos.